# Hélder Bataglia dos Santos
Hélder Bataglia dos Santos (nacido el 25 de enero de 1947 en Seixal, cerca de Lisboa, Portugal) es un hombre de negocios luso-angolano especializado en proyectos de inversión, financiación y desarrollo en África, particularmente en Angola, los dos Congos, Sudáfrica y Mozambique.
Hélder Bataglia es fundador y director ejecutivo del Grupo Escom.
También es director no ejecutivo de Eaglestone Group.

## Infancia y juventud en Angola
En 1949, el padre de Hélder Bataglia llega a Angola, entonces colonia portuguesa, para dirigir una empresa alemana de harina de pescado. Su hijo Hélder tiene un año de edad.
El joven Hélder crece en la playa de Baia Farta y estudia en la escuela local. En 1957, a los diez años, deja la casa de sus padres para estudiar en la escuela secundaria de Benguela y, más tarde, en el Instituto Industrial en Huambo, donde comienza un curso de ingeniería que interrumpe para prestar el servicio militar.
De 1969 a 1972 realiza su servicio militar en el ejército portugués y establece estrechos lazos con algunos de sus compañeros partidarios de la descolonización de Angola.
De 1972 a 1974, establece una exitosa empresa de procesamiento de pescado que utiliza una innovadora técnica de secado. Este marca el inicio de su fortuna financiera.
En 1975, justo antes del estallido de la guerra civil de Angola, se traslada a Lisboa con su esposa e hija.

## Trayectoria profesional

### Emprendimientos en el mundo árabe y la Unión Soviética
En Lisboa, Hélder Bataglia decide convertirse en un hombre de negocios. A tal fin, viaja por Oriente Medio, incluyendo Kuwait, Irán, Irak y Argelia. En Egipto, en 1980, conoce a su segunda esposa, hija de un contratista italiano de ingeniería civil. En 1982 toma parte en un programa internacional a gran escala para desarrollar la formación profesional en Argelia.
En 1985, viaja a la URSS, donde ayuda a construir cuatro fábricas de curtido, así como cuatro fábricas de calzado, proyecto encargado a Italia por el gobierno soviético. El gobierno italiano había encomendado el proyecto a un consorcio que seleccionó a CODEST, empresa dirigida por el suegro de Hélder Bataglia, para la construcción de las fábricas. Fue el mismo quien sugirió que Hélder se juntara a él para participar en la construcción de esas ocho instalaciones.

### Creación del Grupo Escom en Angola
En 1991, regresó a Portugal. El banco de inversión Espírito Santo le encargó de crear el grupo Escom en Angola para poder invertir en ese país. Posteriormente, Hélder Bataglia desarrolló las actividades del Grupo en la República del Congo (Congo-Brazzaville) (2000), Sudáfrica (2009) y Mozambique (2011), donde fundó una filial de Escom, Networx Moçambique Lda.
El grupo se especializa en el sector inmobiliario, la producción de diamantes y la energía (petróleo, turbinas eléctricas y energías renovables).
Se están llevando a cabo negociaciones para la venta de 67% de las acciones del Grupo Escom, propiedad de Espírito Santo. 
Desde 2014 Hélder Bataglia ha fomentado relaciones con varios fondos de inversión internacionales, contribuyendo al desarrollo de varios proyectos de infraestructura y transporte en África, con especial enfoque en Angola y Mozambique.

### Relaciones con China
En 2004, Hélder Bataglia abre las puertas de Angola a los inversores chinos.
Desempeñó un papel clave en la promoción de relaciones más estrechas entre China y Angola mediante el establecimiento de contactos entre ambos países a través de China Beiya Escom International Limited, filial de Escom, y Sonangol, la compañía petrolera estatal de Angola.
Esta cooperación ha permitido que China proporcione sustancial asistencia durante el proceso de reconstrucción de Angola.

### El asunto de los submarinos
En 2004, ayudó a la empresa alemana Escom-GSG (German Submarine Consortium) para determinar las contrapartidas de la venta de submarinos a Portugal.
Se logró el acuerdo, con lo cual Escom obtuvo 2.5% sobre el precio de venta, o sea una comisión de 25 millones de euros.
La oficina del fiscal de Portugal consideró que la cifra era elevada y ordenó una investigación para asegurarse de que ninguno de los políticos involucrados en la transacción había obtenido lucro propio.
Hasta la fecha, los directores de Escom han testificado en varias ocasiones, y no se ha encontrado evidencia en contra de ellos. La última audiencia, realizada el 25 de agosto de 2014, puso fin a diez años de investigaciones, exonerando a Hélder Bataglia de toda responsabilidad en el asunto.

## Trabajo caritativo
En 1995, Hélder Bataglia creó la ONG Apoiar África, con presencia en Mozambique y Angola. Desarrolla actividades en el campo educativo y una de sus primeras acciones humanitarias fue abrir un orfanato en Angola. Además, el grupo Escom realiza trabajo social en Angola, especialmente en las áreas de la educación primaria y alfabetización de adultos, así como campañas de vacunación.

## Condecoraciones
En 2007, en Portugal, fue nombrado comendador de la Orden del Infante Don Enrique por su papel en el fomento de relaciones entre Angola y Portugal.
También fue galardonado con la Orden al Mérito por el presidente de la República del Congo.

## Publicación
En 2012, para dar a conocer las transformaciones llevadas a cabo en Angola y su floreciente economía, Hélder Bataglia publicó un libro en inglés titulado "Retrato de una Nueva Angola" con fotografías de Francesca Galliani y Walter Fernandes (publicado por Skira; 5.000 ejemplares impresos).